# Tiberius Julius Rhescuporis I
Tiberius Julius Rhescuporis I, död 93, var regerande kung av Bosporanska riket mellan 68 och 93 e. Kr.